# Þorbeinn
Þorbeinn (Thorbein, n. 935) fue un vikingo y bóndi de Þorbeinstaðir, Vatnsdalur en Islandia. Es un personaje de la saga Eyrbyggja, donde aparece acompañado de sus tres hijos: Sigmundur Þórbeinsson (n. 967), Þorgils Þórbeinsson (n. 970) y Þorgerður Þórbeinsdóttir (n. 973). Þorgerður casaría con Vigfús Björnsson (n. 969), hijo de Björn Óttarsson de Snæfellsnes.